# كميل فلاماريون
نيكولا كميل فلاماريون (بالفرنسية: Camille Flammarion)‏ (26 فبراير 1842 - 3 يونيو 1925) كان مؤلف وكاتب وعالم فلك فرنسي وكان متعمق في العلوم الشعبية مثل علم الفلك، والعديد من العلوم وقد عمل في البحث النفسي والمواضيع ذات الصلة كما نشر في عدة مقالات وروايات الخيال العلمي في مجلة علم الفلك إل عام 1882.

## روابط خارجية
- مؤلفات Camille Flammarion في مشروع غوتنبرغ
- أعمال أو نبذة عن كميل فلاماريون على أرشيف الإنترنت
- أعمال كميل فلاماريون في ليبري فوكس
- كميل فلاماريون على موقع IMDb (الإنجليزية)
- كميل فلاماريون على موقع ميوزك برينز (الإنجليزية)
- كميل فلاماريون على موقع ديسكوغز (الإنجليزية)